# Erebia triglites
Erebia triglites är en fjärilsart som beskrevs av Hans Fruhstorfer 1916. Erebia triglites ingår i släktet Erebia och familjen praktfjärilar. Inga underarter finns listade i Catalogue of Life.